# 陸戦型ジム
陸戦型ジム（りくせんがたジム、GM GROUND TYPE）は、「ガンダムシリーズ」に登場する架空の兵器。有人操縦式の人型ロボット兵器「モビルスーツ(MS)」の一つ。初出は、1996年から1999年にかけて制作されたOVA『機動戦士ガンダム 第08MS小隊』。
作中の軍事勢力の一つ「地球連邦軍」の主力量産機「ジム」の陸戦仕様。ただし、通常のジムとは構造上の共通点はほとんどなく、開発された順番もこちらの方が先ということになっている。『第08MS小隊』劇中では、主にコジマ大隊に所属する第07MS小隊の配備機として登場する。
メカニックデザインは大河原邦男。メカニックデザイン企画『M-MSV』（大河原邦男コレクション）では似た名前のRGM-79F 陸戦用ジムが登場するが、こちらは別物の機体である。当記事では各種バリエーション機についても解説する。

## 設定解説
RX-78-2 ガンダムの実働データが蓄積される以前に開発された機体で、RX-79計画によってRX-78を開発するための基礎設計を元に陸戦型ガンダムと同時期に開発された地球連邦軍における最初期のMSの一つ。 そのため、ロールアウトはRGM-79 ジムよりも先行することとなった。同時期に開発されたRX-79[G] 陸戦型ガンダムと生産ラインを共有しており、「ジム」の名を冠しながらもRX-78のデータを元に製造されたRGM-79 ジムよりも総合性能に若干優れた、事実上異なる機体となっている。
陸戦型ガンダムにはRX-78の余剰パーツを組み込んだ設計がなされていたが、それゆえに生産数が限定される事態となっており、本機はその数量不足を補う目的で開発された。そのため、本機では8割をRX-79(G)と共通の部品、2割を後のRGM-79の部品で補っている。また、ランドセルはコ・ジェネレーターとビームサーベル用のコンデンサーを廃した地上用のものを導入している。装甲材は引き続き高強度のルナチタニウム合金が採用されたが、本体ジェネレーターは低出力なものに変更された。
本機は50機ほどが生産されたが、装甲のコスト高などから本格的な量産がなされることはなかった。しかしながら、頭部の構成などは後のRGM-79 ジムに踏襲されており、その運用データなども後続する量産MS開発の礎となっている。また、純正パーツの少ない陸戦型ガンダムの代替パーツとして修理に用いられる事例もあり、『第08MS小隊』劇中では頭部を破壊されたカレン・ジョシュワの陸戦型ガンダムに本機の頭部がそのまま代用されている。
実験機の改造ベースに利用されることもあり、その一つがクルスト・モーゼス博士が開発した対ニュータイプ用殲滅システム「EXAMシステム」搭載機「ジム・ブルーディスティニー」（漫画版ではブルーディスティニー0号機）である。しかし、陸戦型ジムベースの機体では要求性能に満たなかったためにシステムを陸戦型ガンダムベースの機体に移植することになり、その際にEXAMシステムを積んでいることから頭部のみを移植されている。
設計を共通するRGM-79[E] #先行量産型ジム宇宙用の設定も存在する。

### 武装
ビーム・サーベル
陸戦型ガンダムと同様に脚部サーベルラックに収納される。エネルギー消費の少なさから本体からのエネルギー供給が可能。
100mmマシンガン
型式番号：YHI YF-MG100。ヤシマ重工製。陸戦型ガンダムと共通の装備。サイドスカートには予備マガジンがホルダーされる。
ビーム・ライフル
陸戦型ガンダムと同型のもの。『第08MS小隊』第10話において07小隊機が携行する姿が確認できる。
ロケット・ランチャー
密林での使用を想定した装備。非使用時は腰のラックにマウントされる。
ミサイル・ランチャー
手持ち式の6連ミサイルランチャー。
ショート・シールド（シールド）
陸戦型ガンダムと共通のシールド。白兵戦時の打突用装備としても使用可能。
ロングレンジビームライフル
陸戦型ガンダムと陸戦型ジムの双方で使用可能な狙撃用の長射程用装備。エネルギーCAPを利用し、外部ジェネレーターからエネルギーを供給する方式。
レールキャノン
型式番号：YHI YF-RC180。ヤシマ重工製。初期のビーム兵器が持っていた問題（大気での減衰による威力低下）を考慮して開発された装備で、基本構造は艦船の主砲から転用している。

### 劇中での活躍
ジオン公国軍の勢力拡大を防ぐため、戦略上重要な東南アジアに優先配備され、戦争終盤にはオデッサ作戦にも投入される。
『第08MS小隊』第2話では、陸戦型ザクIIに撃破された本機が登場。それ以降はコジマ大隊の一員として運用され、当初は100ミリマシンガンを装備するが、劇中終盤のアプサラス秘密基地攻略戦ではビーム・ライフルを標準装備とする。第7話では、オデッサ作戦に参加した2機が登場。61式戦車と共に撤退するジオン軍を追うが、ユーリ・ケラーネ少将が使用した気化爆弾（と偽称された核兵器）の爆風で消滅する。なお、本機はケラーネに「ヒトモドキ」と評されている。
OVA『機動戦士ガンダム MS IGLOO 2 重力戦線』第3話では、独立混成第44旅団に所属する本機が多数登場する。100ミリマシンガンと連邦軍MSの標準的な菱型シールドを装備する。オデッサ作戦に参加してジオン軍の防御陣地に突撃を敢行するも、大規模な壕を使った罠やダブデ級陸戦艇の砲撃に苦戦する。

### 個人・部隊専用機
スレイヴ・レイス隊専用機
ゲーム『機動戦士ガンダム サイドストーリーズ』のシナリオ「ミッシングリンク」に登場。特殊部隊「スレイヴ・レイス」に3機配備され、カラーリングは部隊カラーの濃淡グレーを基調とする。フレッド・リーバー機は彼の戦闘スタイルに合わせた格闘戦重視のチューンナップが施されている。マーヴィン・ヘリオット機はバックパックが陸戦型ガンダムのものに換装され（スラスター総推力も50,000キログラムに変更）、ウェポン・コンテナを装備。180ミリキャノンをはじめとする大型火器を搭載し、後方支援に当たる。パイロットたちが上位機種に転換したあとも1機が残され、エドワード・リーが搭乗することもある。
リリス・エイデン専用機
ゲーム『機動戦士ガンダム バトルオペレーション Code Fairy』に登場。ジオンを憎悪するリリス・エイデンが搭乗する機体で、彼女に合わせた機動性向上のチューニングがほどこされている。カラーリングは通常のジムと同様に赤と白を基調とし、両肩も赤い。先行配備された、のちのジム・ストライカーのツイン・ビーム・スピアを携行する。オデッサ作戦直前の時期に北米シアトルで輸送部隊護衛任務に参加し、公国軍秘匿部隊「ノイジー・フェアリー」と交戦するが、護衛対象が破壊されたために撤退する。その後はリリスがガンダム・ピクシーに乗り換えるため、登場しない。
バリー・アボット専用機
『Code Fairy』に登場。リリスの上官であるバリー・アボットが搭乗する機体で、一部専用の調整がほどこされている。カラーリングはグレーと白を基調とする。
ズゥ・グランディ専用機
漫画『機動戦士ガンダム ラストホライズン』に登場。北米マッカラン基地所属のズゥ・グランディ少佐の機体で、当初は通常と変わらない機体であるが、フラグスタッフ貨物基地遠征前に修理を兼ねて改修され、ジムキャノンのものに似たキャノン砲がランドセル右側に追加、両腰部のサイドアーマーのマシンガンの予備弾倉の代わりにサーベルラックとビームサーベルが追加されている。右肩に連邦軍のヘルメットを被った髑髏と翼をモチーフとした部隊章と撃墜スコアの星、シールドには部隊をあらわす "21-M02" が記されている。改修前のカラーリングは標準塗装だが、その後は不明（作中ではモノクロながら同じ表現）。
フェルド・ロー専用機
『ラストホライズン』に登場。ズゥの同僚のフェルド・ロー少尉の機体で、ズゥ機と同じく修理を兼ねて、右胸に陸戦型ガンダムに似た固定武装を追加している。マーキングなどはズゥ機と同様。

### 名称の変遷
資料によってRGM-79(G) ジム、GM（地上用装備）、先行量産型ジム（地上戦装備）と表記揺れが見られる。
『第08MS小隊』の作画用設定画には、地上戦用GMもしくは陸戦用先行量産試作型MS・RGM-79G ジムと書かれており、講談社発行の書籍『機動戦士ガンダム 公式百科事典 GUNDAM OFFICIALS』では、先行試作量産型ジムという呼称を与えられている。それに伴い、『機動戦士ガンダム 公式百科事典 GUNDAM OFFICIALS』においては、テレビアニメ『機動戦士ガンダム』に登場するRGM-79 ジムおよび、その付加設定である『モビルスーツバリエーション』のRGM-79 ジム前期型・ジム後期型のことを、量産型ジムと呼んでいる。これらは通常、前期量産型と呼ばれる機体であるが、その「前期量産型」という記述がジム「前期型」と混同されがちであるため、あえて「量産型」という表記を用いたと説明されている。

## バリエーション

### 先行量産型ジム宇宙用
プラモデル『HG 1/144 RGM-79[G] ジム』（1996年発売）の説明書には、陸戦型ジム（Gタイプ）とほぼ同型で基本設計は同じ宇宙用のEタイプが存在するとされている。その後、『第08MS小隊』第1話に登場する初期型ジム（ジム改のデザインを流用）の型式番号がRGM-79E（資料によってはRGM-79[E]やRGM-79(E)とも表記）と設定されたが、これはルナツー製の機体とされ、陸戦型ジムとの直接的な関係は明示されていない。
また、2004年発売のゲーム『ガンダムネットワークオペレーション2』では、陸戦型ジムと同型で宇宙用の機体が「先行量産型ジム宇宙用」（型式番号：RGM-79[E]）という名称で登場しており、上記プラモデル説明書の設定とも合致する。なお、本ゲームでの陸戦型ジムの名称は「先行量産型ジム地上用」である。
ほかに、同じく2004年発売のゲーム『機動戦士ガンダム 戦士達の軌跡』では、目処が立っていないジム (RGM-79) の代わりに陸戦型ジムを空間戦闘用に改修したE型も登場し、陸戦型ジムは宇宙軍にしても喉から手が出るほどの存在であったとされる。

### ブルーディスティニー0号機
ゲーム『機動戦士ガンダム外伝 THE BLUE DESTINY』に設定上存在する、陸戦型ジムをベースとするブルーディスティニーの試作機。リメイク漫画『ザ・ブルー・ディスティニー』で、新たに外観がデザインされ、名称も設定された。

### 陸戦型ジム【ステルス】
『ザ・ブルー・ディスティニー』に登場（型式番号：RGM-79[G]ST）。
ブルーディスティニー1号機【ステルス】と同一部隊での運用を目的とした機体で、1号機【ステルス】と同じ胸部左右の廃熱制御ユニットや頭部センサー・ジャマー、遮熱遮音コートが換装・装備され、特殊塗料で塗られている。
モルモット隊第1小隊に2機が配備され、ジオンに略奪された絵画「フューチャー・ワールド」の奪還作戦「プロジェクト・レガシー」に1号機【ステルス】の僚機として参加し、サマナ機はグフ戦術強攻型を、フィリップ機はグフ・ヴィジャンタをそれぞれ撃破する。

#### 陸戦型ジム（遊撃戦仕様）
『ザ・ブルー・ディスティニー』に登場。陸戦型ジム【ステルス】から特殊塗料を除去した仕様で、モルモット隊第3小隊に3機が配備され、キャリフォルニア・ベース奪還作戦に参加する。

### 陸戦型ジム（強襲仕様）
『ザ・ブルー・ディスティニー』に登場。胸部左右のユニットおよび両肩の追加装甲をブルーディスティニー1号機【フルアームド】と同型のものに換装・装備した仕様で、左胸にガトリング砲らしき火器を内装する。頭部バイザーの形状も通常機と異なり、背部にはジェット・パックを装備する。モルモット隊第2小隊に3機が配備され、キャリフォルニア・ベース奪還作戦に参加する。

### ジムRR（レッズ）
メディアミックス企画・漫画『機動戦士ガンダム 赤い三巨星』に登場（型式番号：RGM-79[G]RR）。
「赤い三巨星」を自称する地球連邦軍第17独立機械化混成部隊（通称「ラルフ隊」）が運用する機体。民間企業であるボルン工業の協力によって、現地改修がほどこされている。顔面にはバイザーが追加され（隊長機であるガンダムRR（リレイジ）とは別タイプ）、額には白いブレード状のパーツが配されている。また、左の膝から脛にかけての外観も異なる。
カラーリングは赤を基調に、右胸部インテーク周縁、左肩、左上腕、腰部左側面、左脚（脹脛部を除く）が白で塗り分けられた左右非対称の特徴的な部隊カラーとなっており、左肩に赤い流星をモチーフに3つの連邦軍章と "EFF" の文字が盛り込まれた部隊章が描かれている。右肩と左肩後面には、ガンダムRRと同じく "E.F.ARMY 102" と記されている。
2機が存在し、それぞれに専用武装が用意されている。
アイアン・バンカー装備
マロビ・ブレイドン曹長が搭乗。ショート・シールドを改造し、先端に3つの可動式の「爪」を束ねたパイル・ユニットを射出して敵機の装甲を貫く打突近接兵装のアイアン・バンカーを左前腕部に装備する。右手に100ミリマシンガンを携行することもある。
ヒート・スパイク装備
ウィリアム・マッチオ軍曹が搭乗。赤熱化した長尺の鉄槍を高速で射出し、弾頭内の遅延信管により時間差で起爆させることで、対象の内外に重大な破壊効果を与える電磁加速兵装のヒート・スパイク（2連装）を左前腕部に装備する。外装の構成は一般的なシールドと同等であり、防御兵装としても使用可能。予備の鉄槍を収納したケースをランドセルにマウントする。